# LTAS

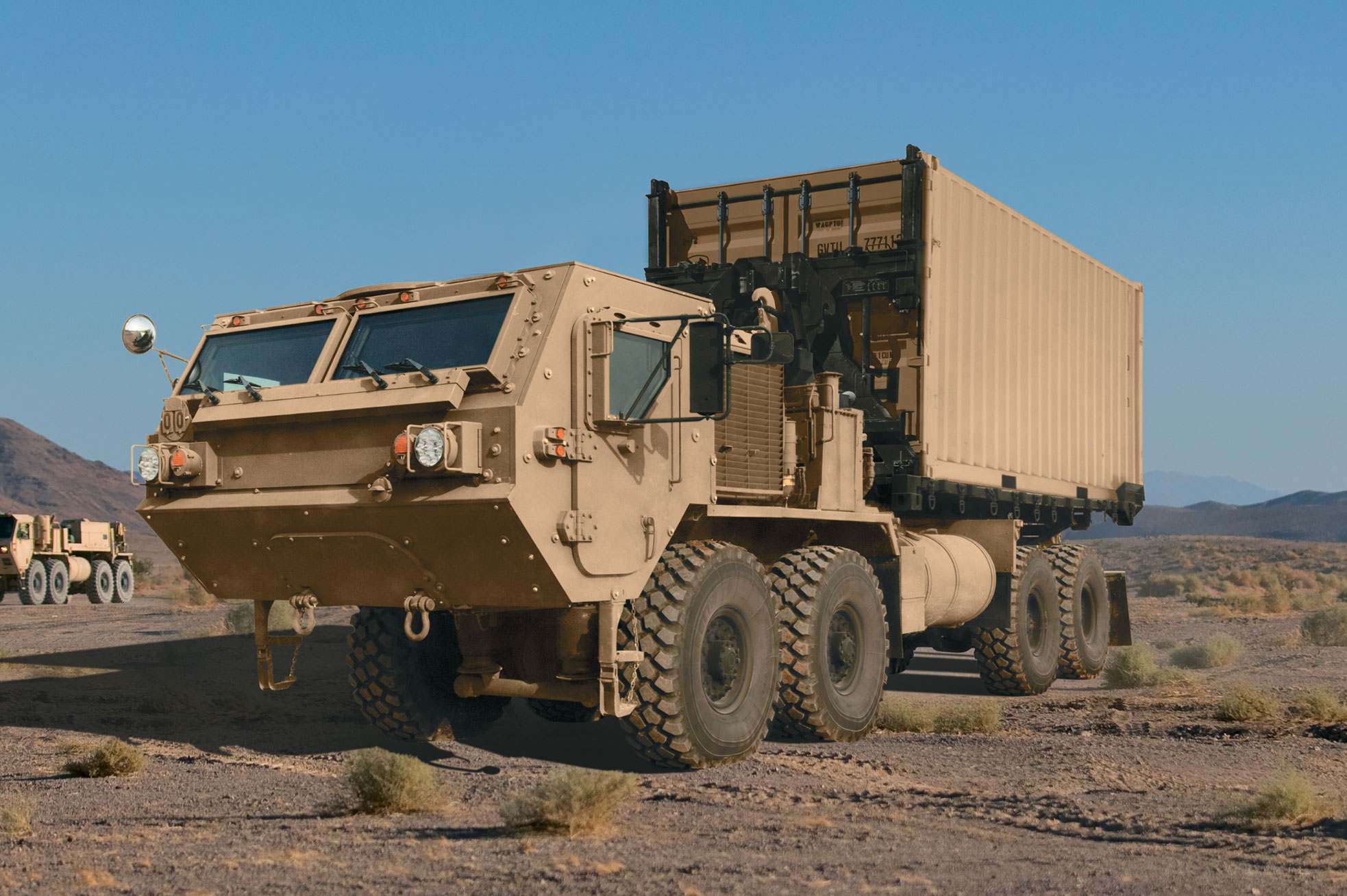
HEMTT A4 із встановленою бронею B-kit

LTAS (англ. Long Term Armor Strategy — «довгострокова стратегія бронювання») — принцип бронювання тактичних автомобілів Армії США, за яким броньові комплекти постачаються як додаткові навісні елементи, що встановлюються на техніку за потреби.
LTAS полягає в розділенні класів захисту автомобіля на два комплекти: комплект A та комплект B (A-kit та B-kit відповідно), де A-kit є базовим кузовом автомобіля без броні або з мінімальним вбудованим захистом, а B-kit — сама навісна броня. Відповідно, машина відповідає вимогам LTAS (англ. LTAS-compliant), коли вона придатна для швидкого встановлення комплекту броні, стандартного для цієї машини.

## Історія
“Додаткова броня” (англ. Add-on Armor) в Армії США з'явилась, імовірно, під час вторгнення в Ірак в 2003. Для вантажівок випускались комплекти броні або замінні кабіни, щоб швидко захистити машини другого ешелону під час війни. До цього доволі часто використовувалась імпровізована броня.
Але залишалась потреба в рішенні, яке дозволило би встановлювати чи знімати броньовий захист з мінімальними зусиллями відповідно до задач. Так, у 2006 році було прийнято LTAS.
Початково в програму мали бути залучені автомобілі сімейств FMTV, FHTV (HEMTT, HET, PLS), HMMWV та перспективної програми JLTV. Але прогрес по HMMWV призупинили, бо на той момент уже існував комплект захисту від уламків для них, і разом із B-kit маса машини перевищувала вимоги. Згодом ця проблема була вирішена в серії HMMWV Expanded Capacity Vehicle 2, всі А1 версії якої стали сумісними з LTAS.
В 2011 році було видано звіт з армійської стратегії щодо колісних тактичних машин, де вказувалось, що основною задачею є перехід на масштабований захист. Там було введено новий принцип “A-Cab/B-Kit”, який передбачав можливість встановлення B-kit на базовий кузов без значної переробки дизайну, чого не передбачала оригінальна LTAS: A-kit є кабіною, спеціально розробленою для сумісності з B-kit.
До кінця 2025 року 30% тактичних колісних автомобілів мають бути обладнані за принципом A-Cab/B-Kit. Комплекти броні знаходитимуться на зберіганні та видаватись для конкретних задач.

## Застосування

### HMMWV
Існують різні комплекти додаткового захисту для HMMWV. На цей час AM General випускає автомобілі сумісними з LTAS. Базова машина виглядає як легке шасі з легкими дверима та дахом або без них. На базову машину може встановлюватись A-kit, що посилює захист в деяких місцях (візуально майже не відрізняється від базової машини) та є необхідним для встановлення B-kit, який уже є самим бронекорпусом, доступним для встановлення в польових умовах. За умови встановлених A-kit та B-kit може встановлюватись додатковий комплект FRAG 5. Опціонально може встановлюватись стрілецька башта із захистом для стрільця.

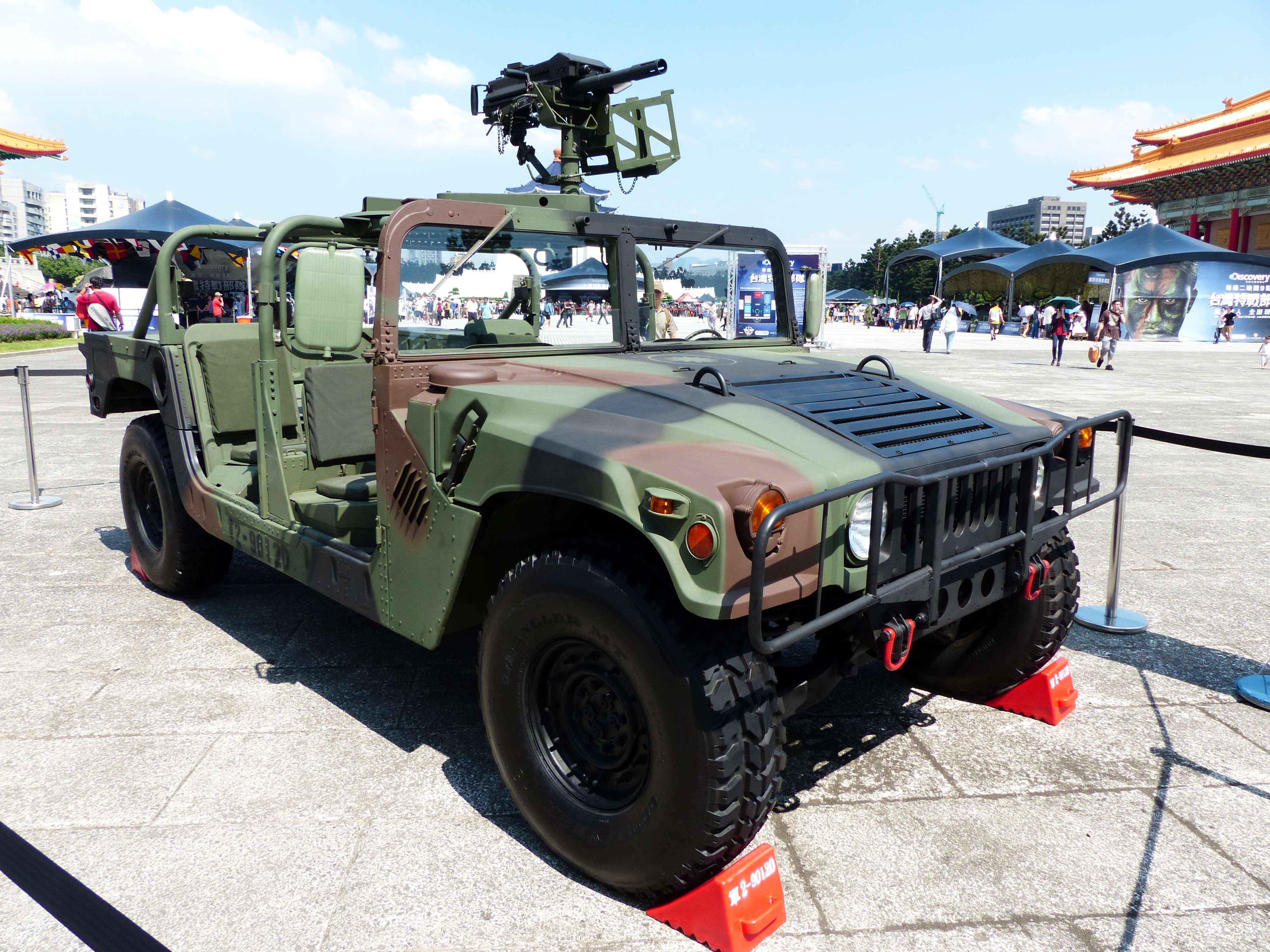
Базова машина
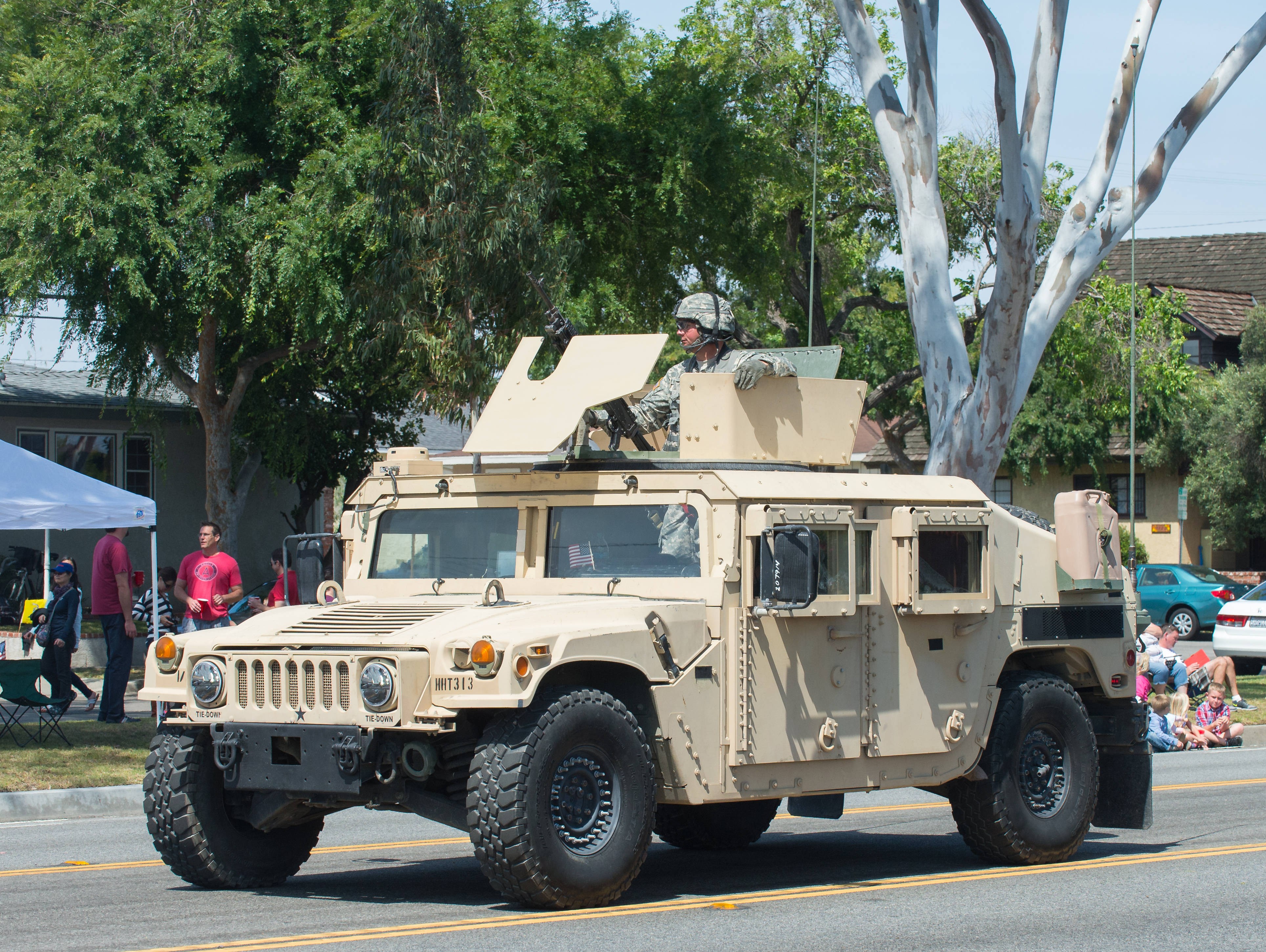
M1151 B-kit
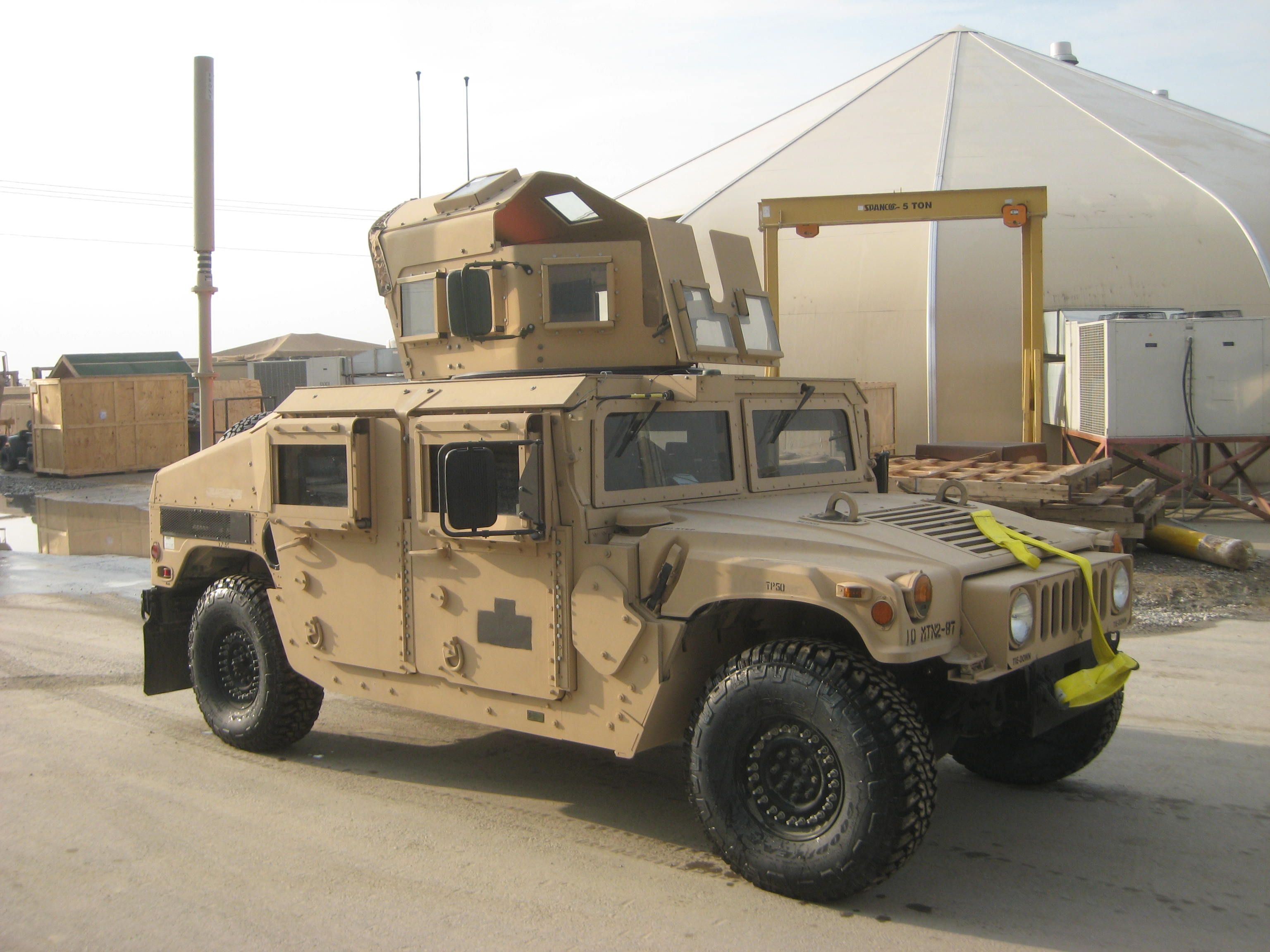
M1151 FRAG 5

### FMTV
Всі FMTV та FMTV A2, що випускаються Oshkosh, сумісні з LTAS. Слід зауважити, що бронювання HIMARS не є B-kit, воно незнімне.

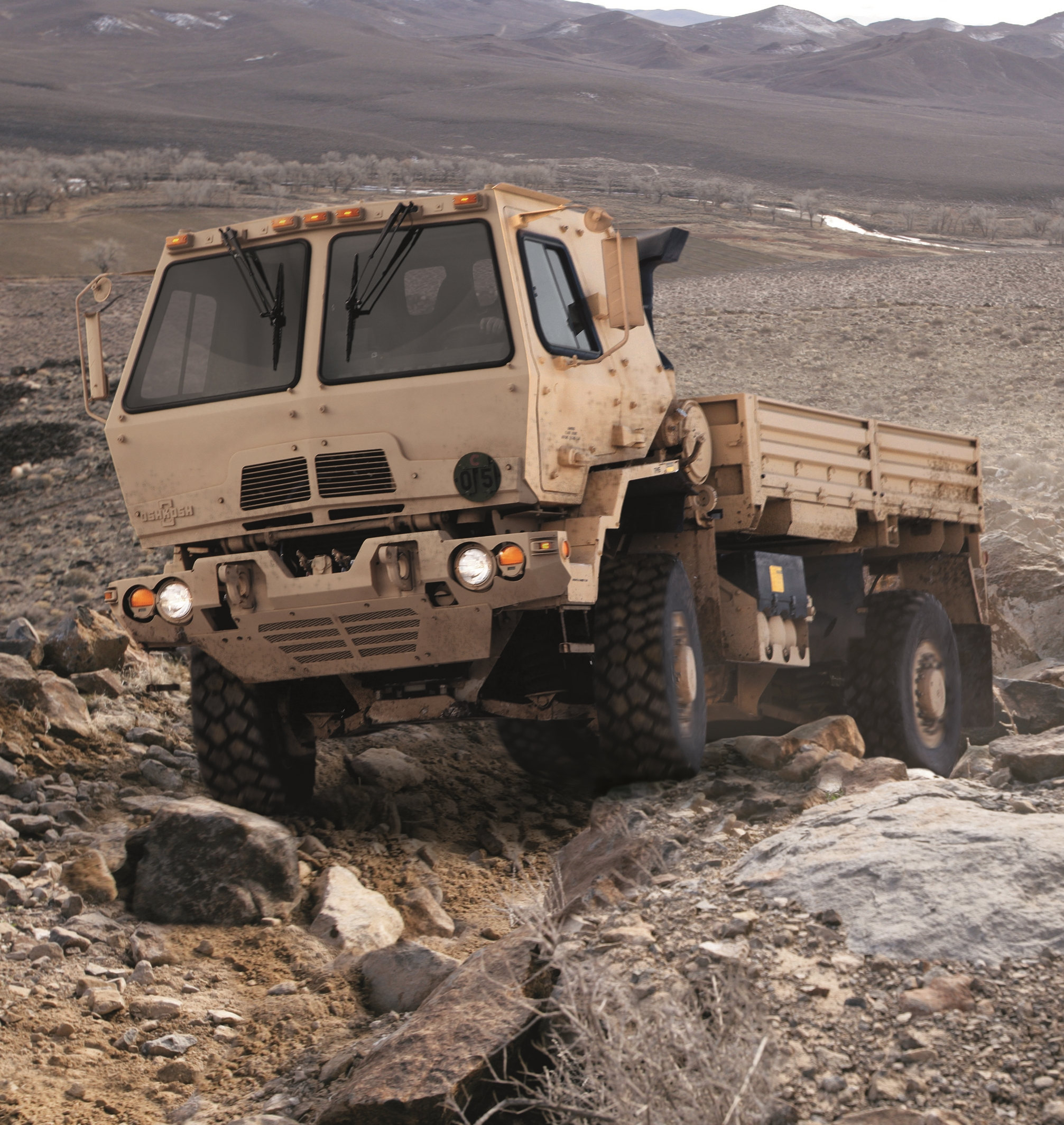
FMTV Cargo 4x4 A-kit
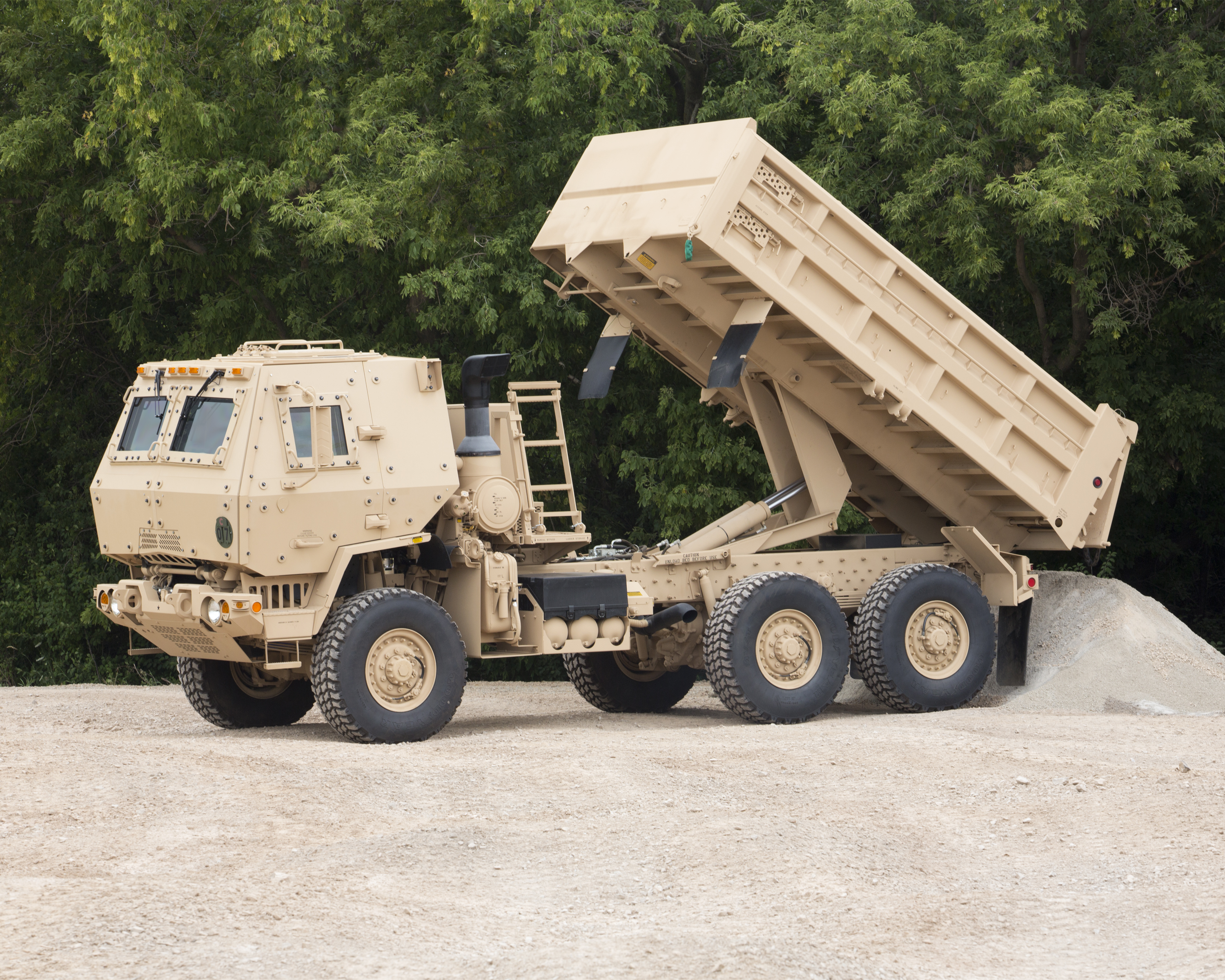
FMTV 10-Ton Dump B-kit

### HMTV
Всі HEMTT A4, PLS, HET A0, A1, що випускаються Oshkosh, сумісні з LTAS.

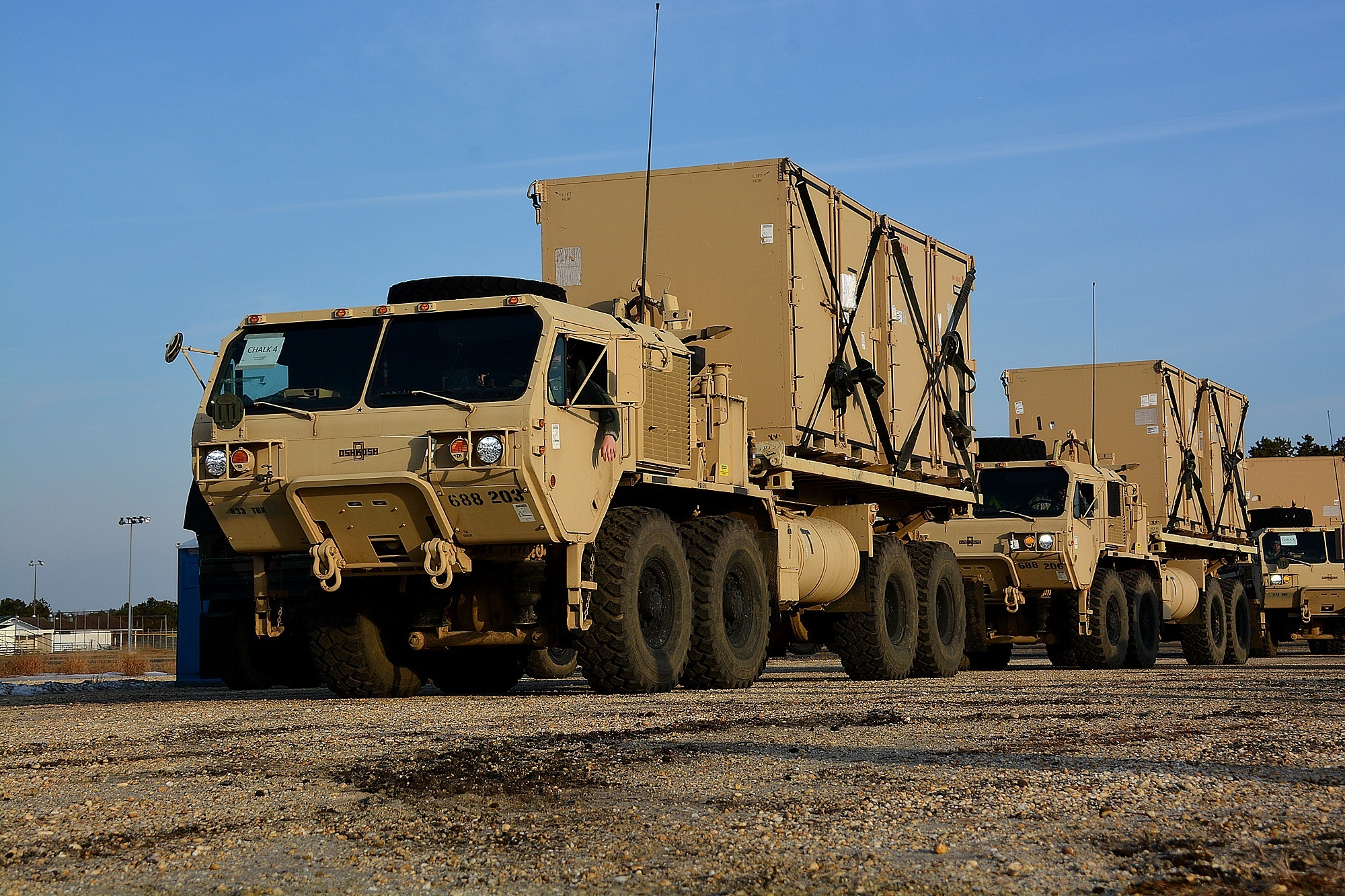
HEMTT A4 LHS A-kit
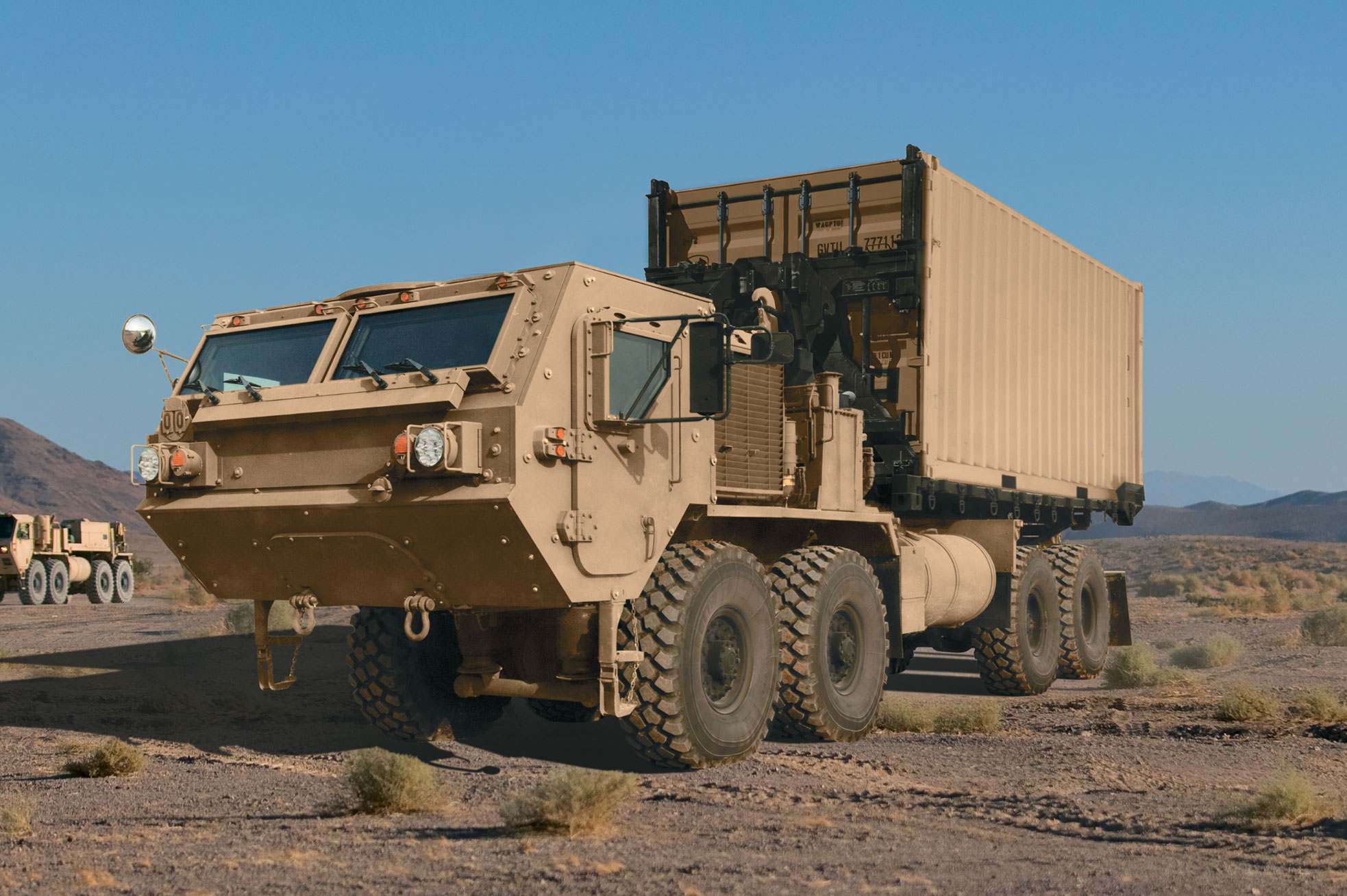
HEMTT A4 LHS B-kit
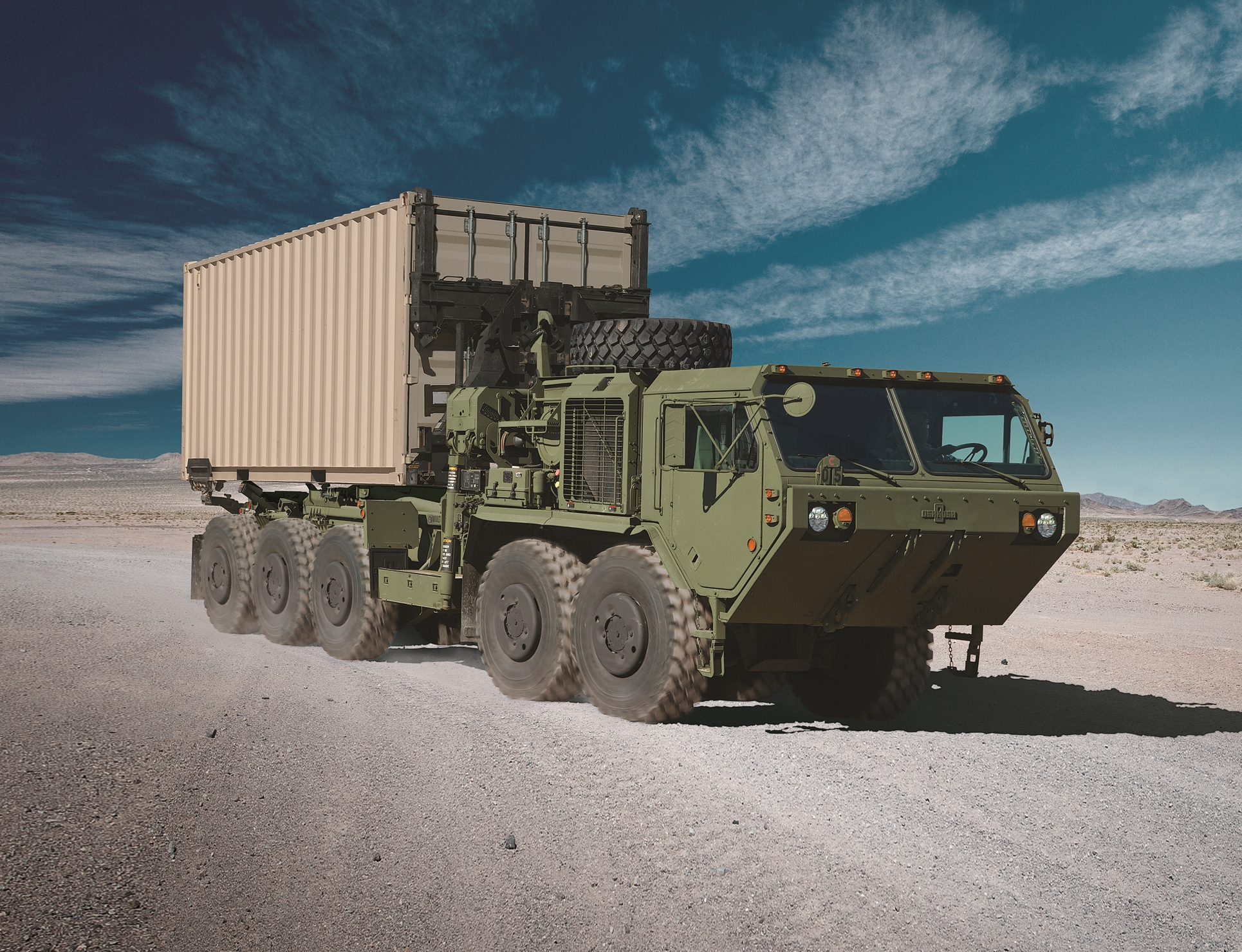
PLS A-kit
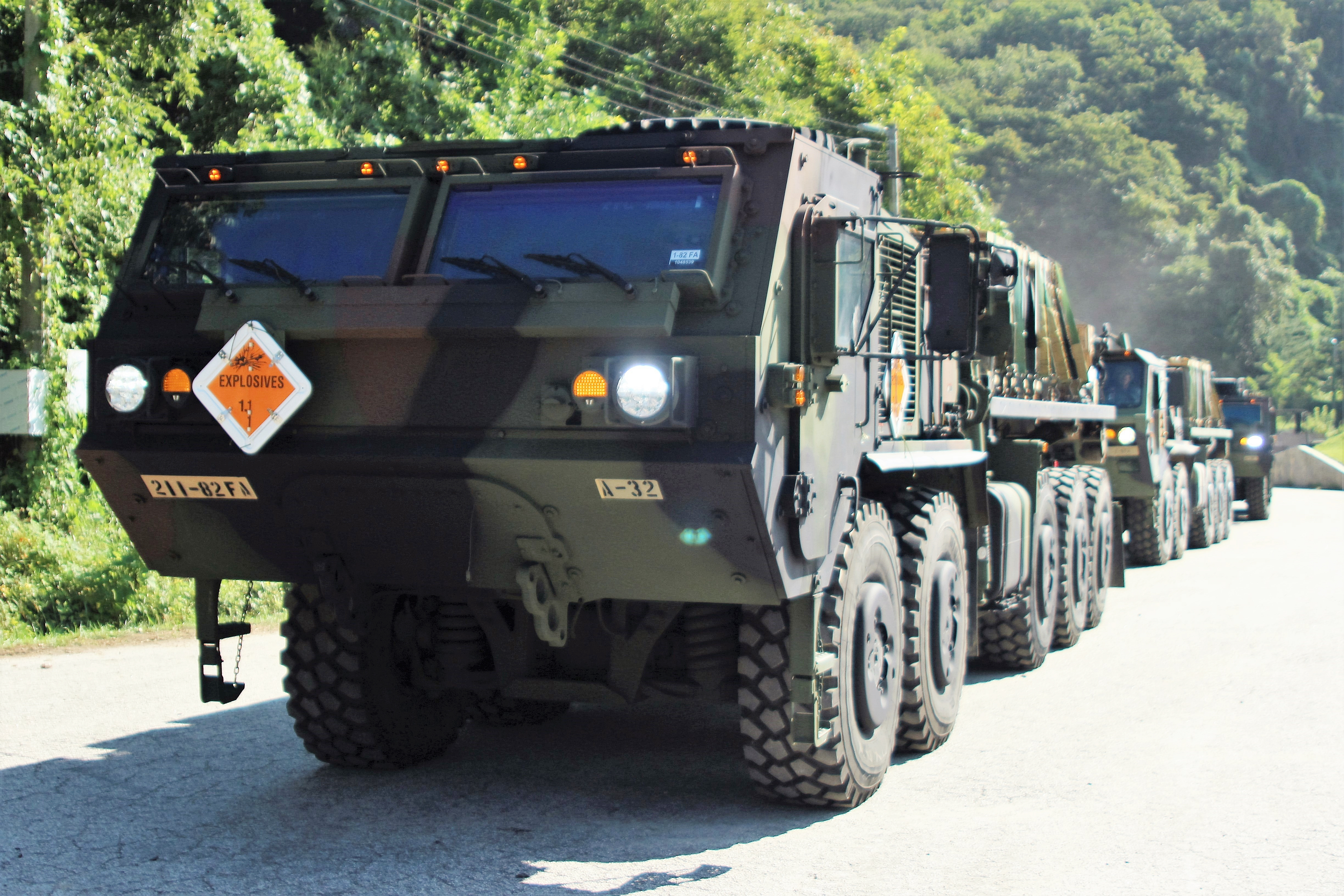
PLS B-kit
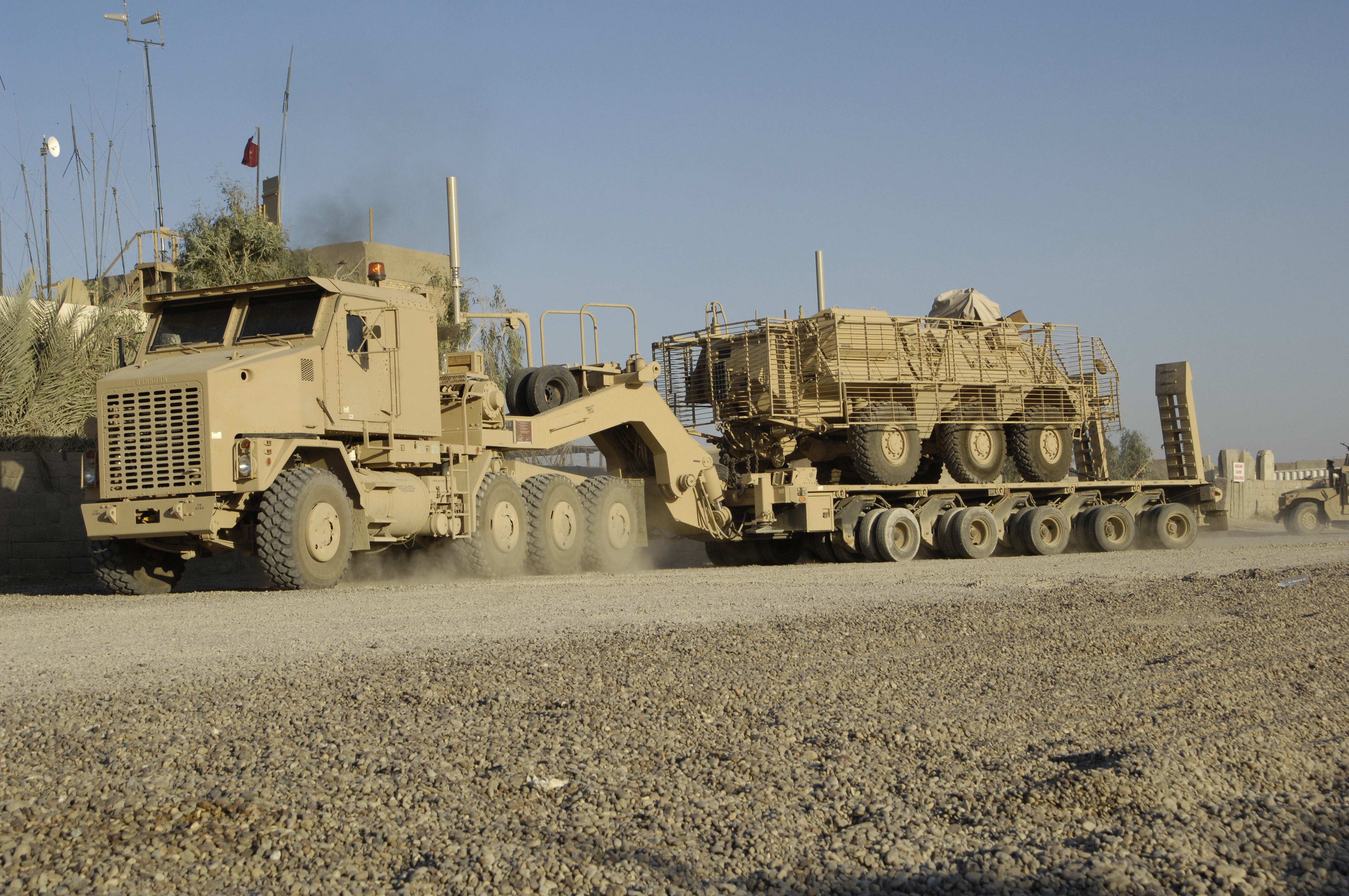
HET A0 B-kit
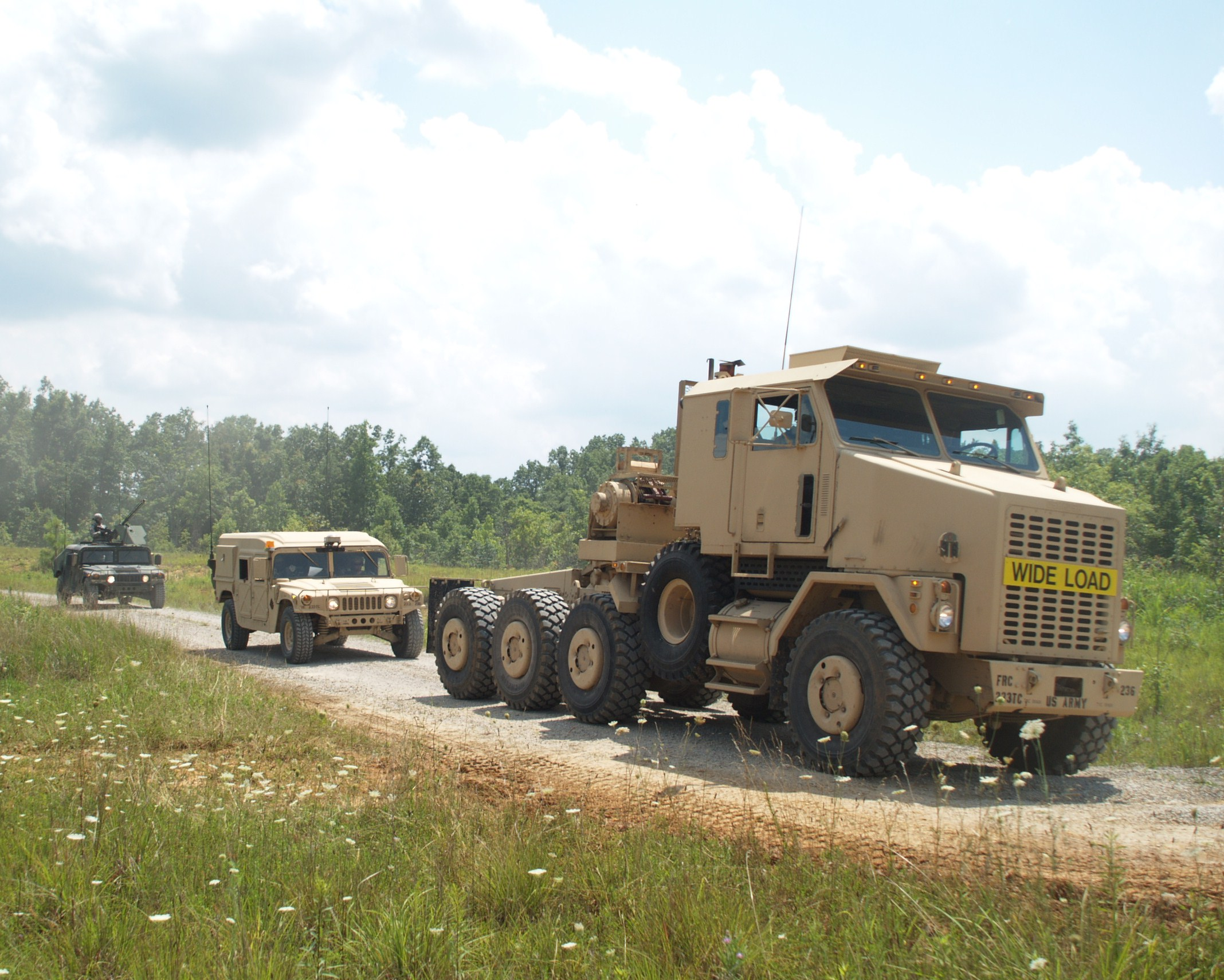
HET A0 A-kit
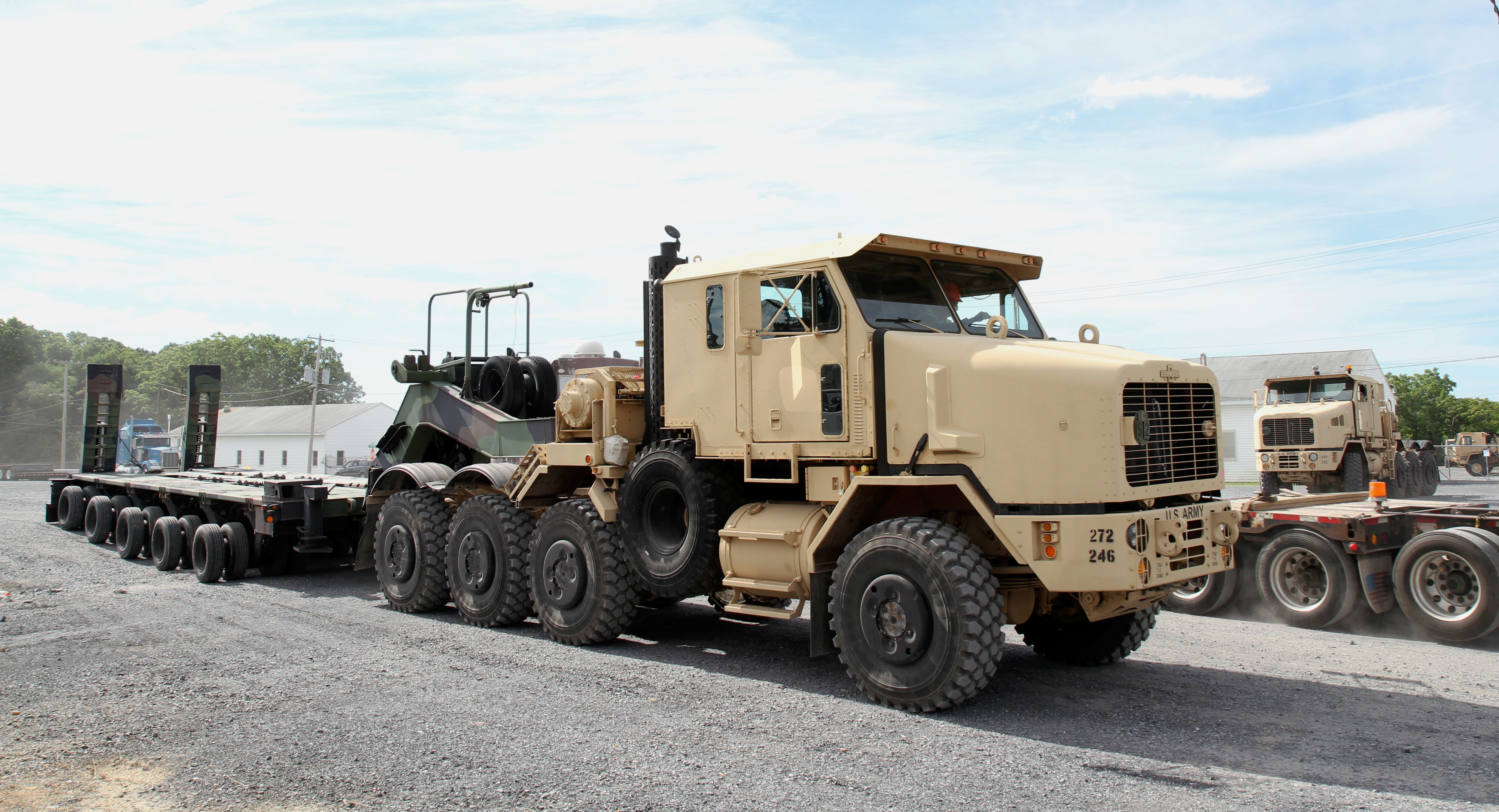
HET A1 A-kit
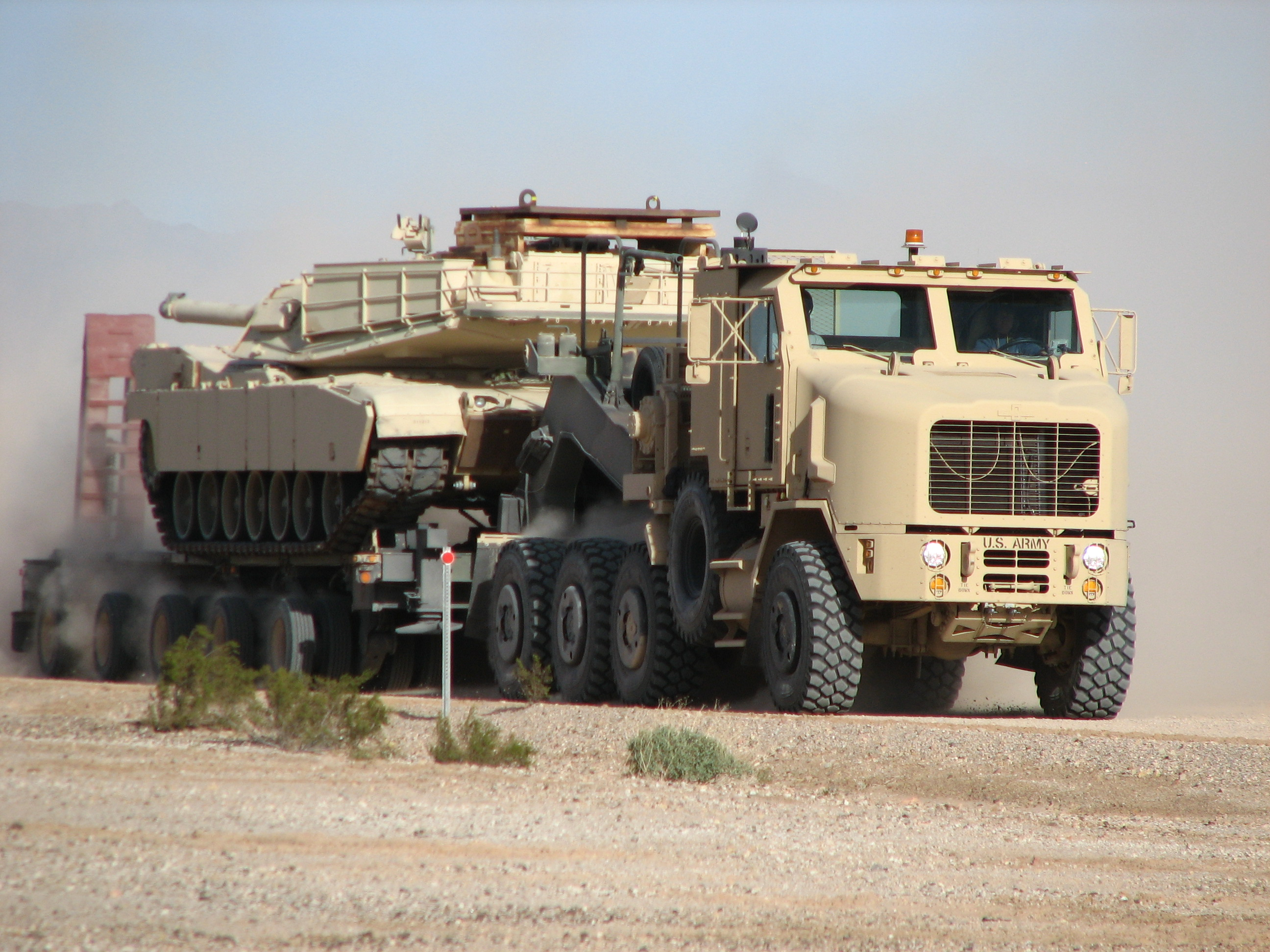
HET A1 B-kit

### MTVR
Хоча на сайті Oshkosh не вказано напряму, що MTVR є LTAS-сумісними, фактично існують комплекти захисту для нього. Також може встановлюватись кріплення під баштову установку.

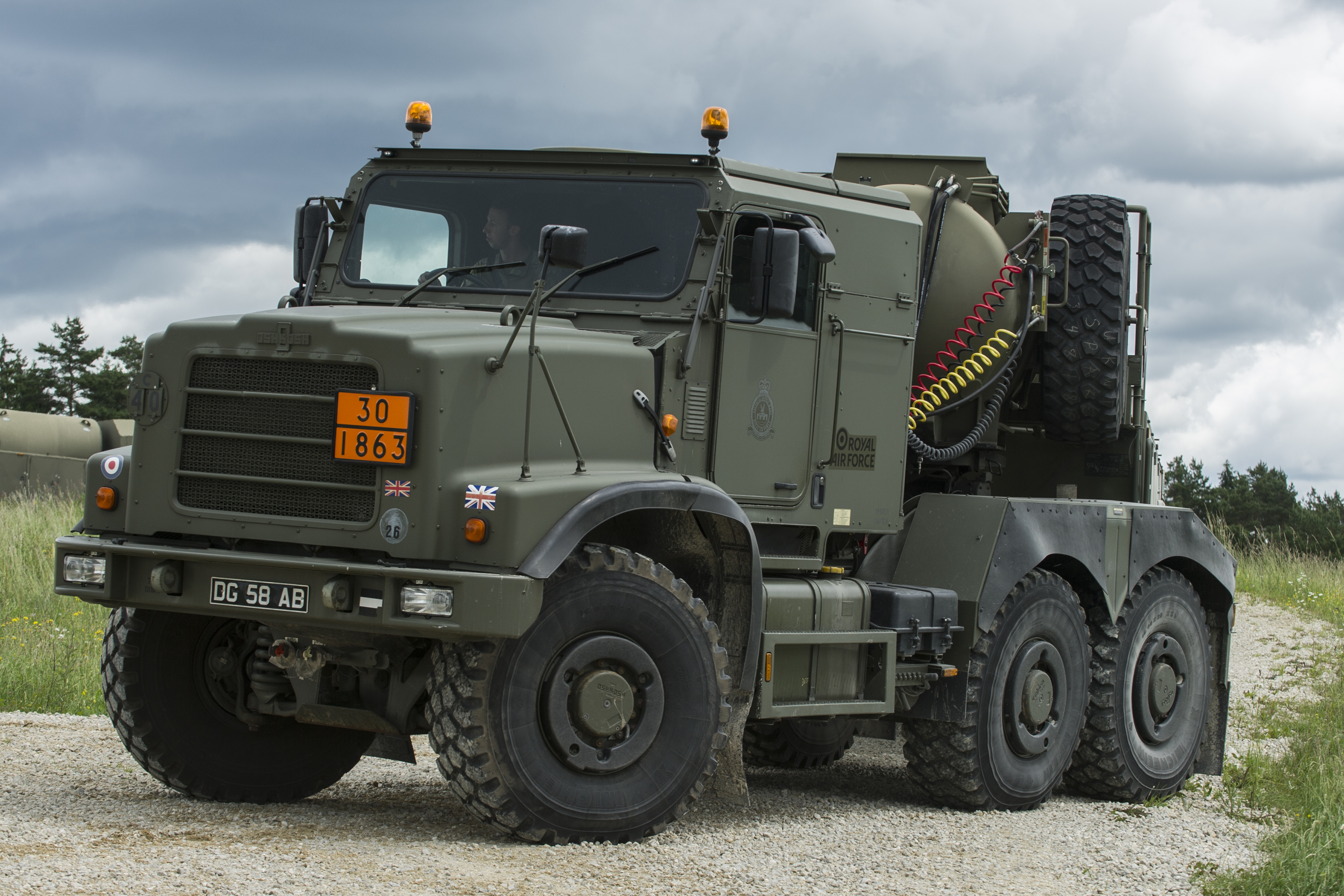
MTVR Tractor A-kit
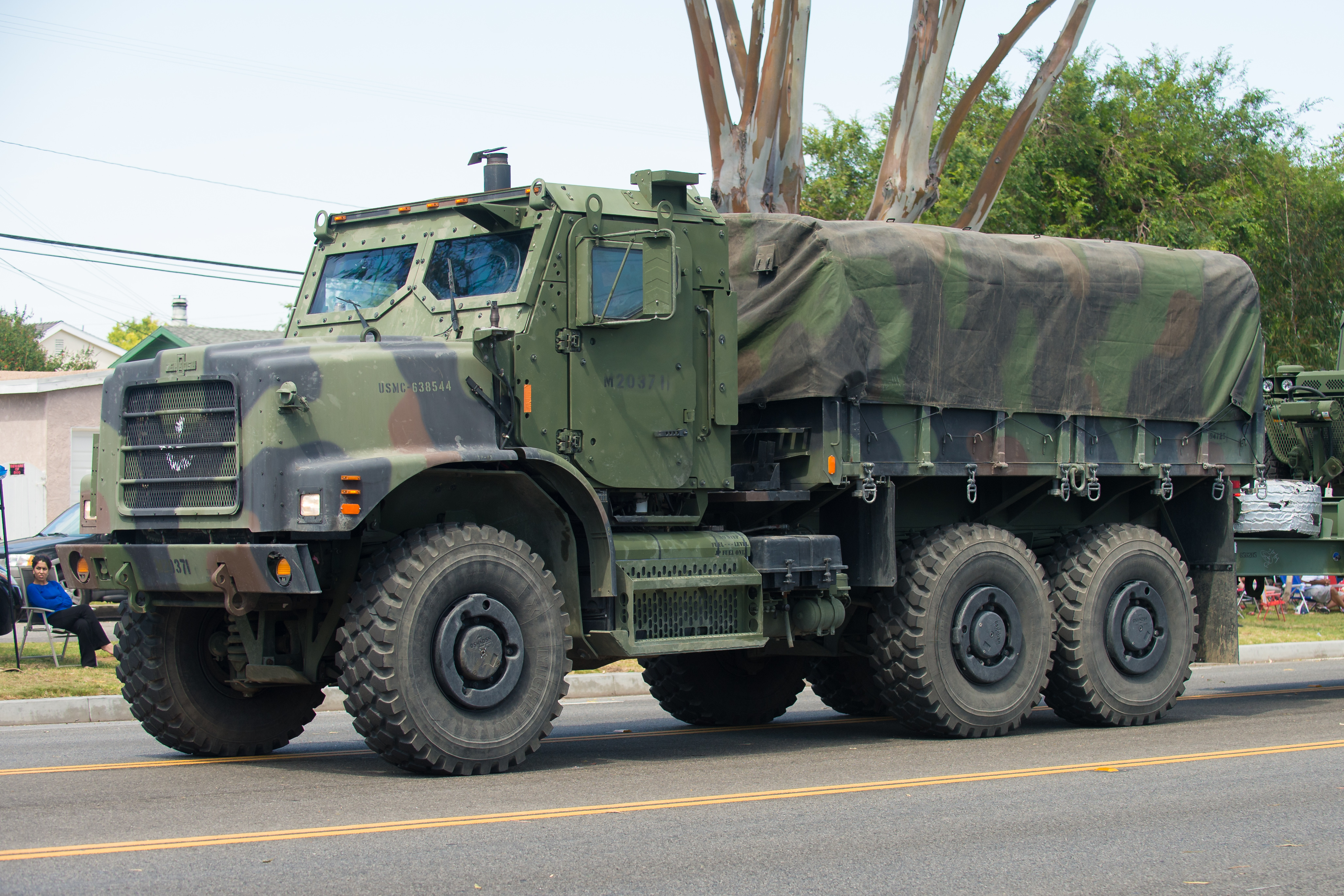
MTVR Standard Cargo Truck B-kit
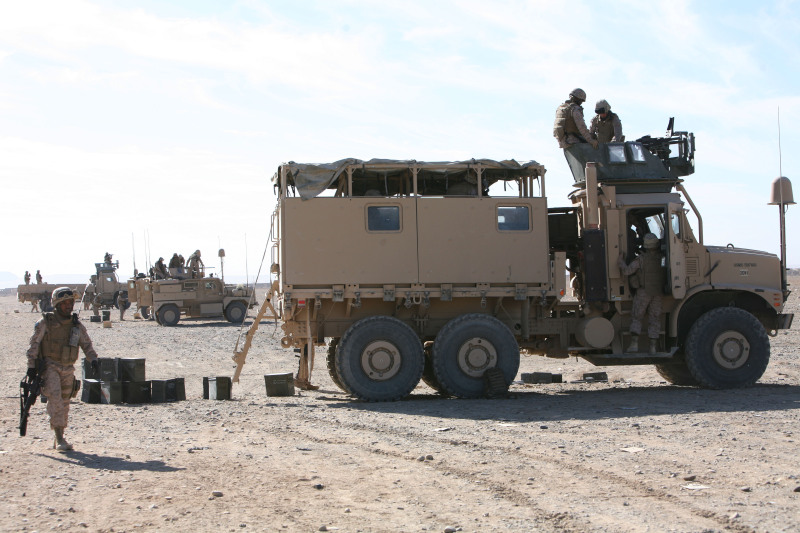
MTVR B-kit з баштовою установкою

### JLTV
Всі L-ATV (переможець конкурсу JLTV), що випускаються Oshkosh, сумісні мають масштабоване бронювання, змінне в польових умовах. Але про сумісність з LTAS невідомо.

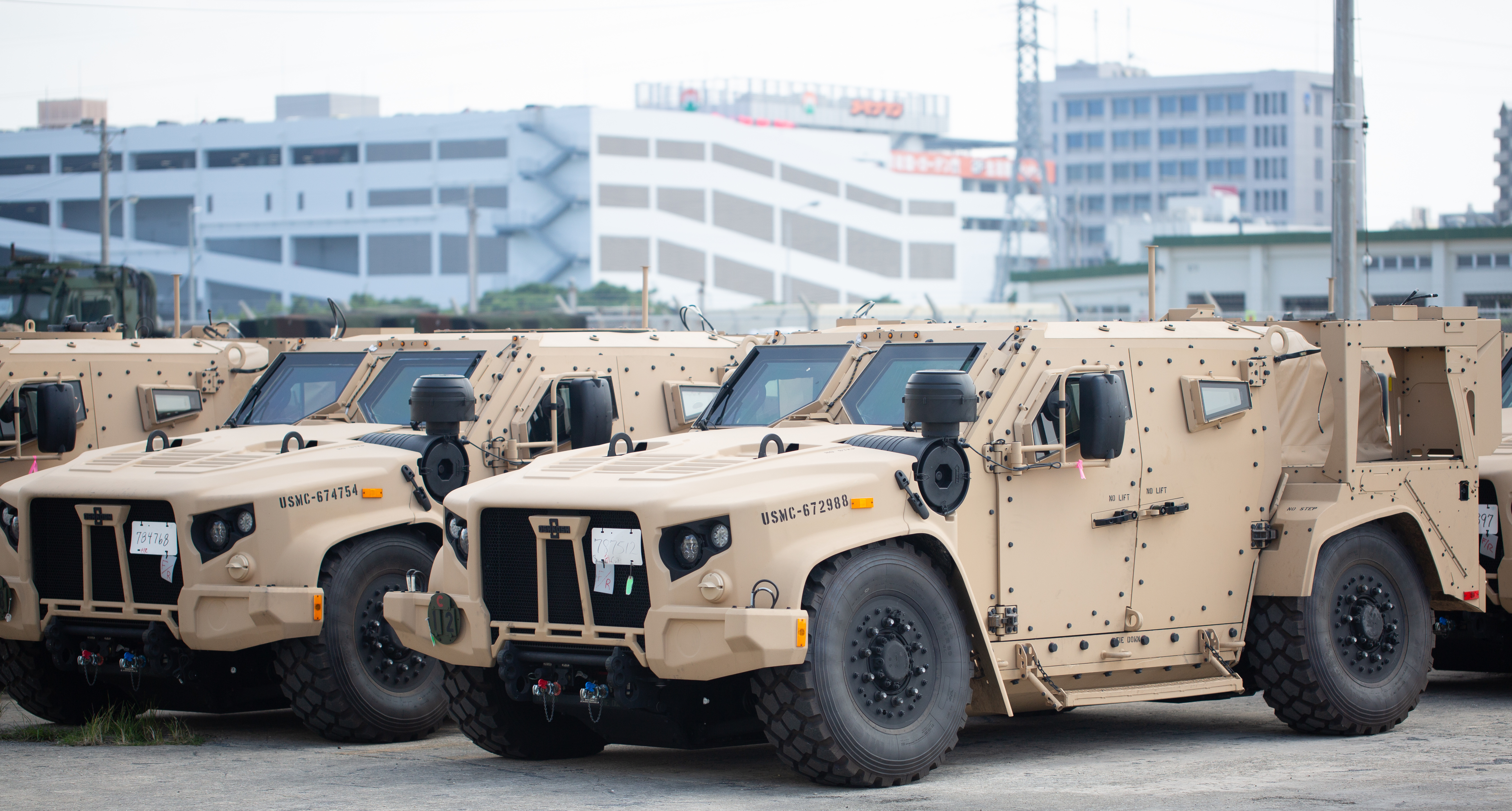
L-ATV